# مایاکوفسکی ۲۹۳۱
سیارک ۲۹۳۱ (به انگلیسی: 2931 Mayakovsky، نامگذاری:1969UC) دو هزار و نهصد و سی و یکمین سیارک کشف شده‌است که در ۱۶ اکتبر ۱۹۶۹ کشف شد.
قدر مطلق سیارک برابر ۱۱٫۷۰ است.